# Чербаджи Микола Миколайович
Микола Миколайович Чербаджи (нар. 19 вересня 1949, м. Нижній Тагіл) — міський голова Білгорода-Дністровського протягом 2000—2006 років.

## Життєпис
Микола Чербаджи народився 19 вересня 1949 року у місті Нижній Тагіл, РРФСР. 1972 року закінчив Одеський державний університет ім. Мечнікова за спеціальністю «правознавство».
Працював на різних посадах в органах внутрішніх справ, виконавчої влади та місцевого самоврядування. Протягом 15 років займав посаду начальника Білгород-Дністровського райвідділу УМВС в Одеській області (полковник міліції). 1998 року балотувався як народний депутат у Верховну Раду від Соціал-демократичної партії України.

### На посаді міського голови
2000 року обраний міським головою Білгорода-Дністровського. За ініціативою Миколи Чербаджи у серпні 2001 року на сесії міської ради було запропоновано створити гімн Білгорода-Дністровського. На місцевих виборах 2002 року обраний на другий термін міського голови.
22 серпня 2004 року Президент України Леонід Кучма нагородив Чербаджи орденом «За заслуги» III ступеня за значний особистий внесок у забезпечення будівництва першої черги газопроводу-відгалуження до міста Білгорода-Дністровського та вагомі досягнення у професійній діяльності.
Пізніше радником голови Одеської обласної державної адміністрації та помічником-консультантом народного депутата України.

## Нагороди
- Медаль «За бездоганну службу» I, II, III ступеня
- Орден Святого Володимира III ступеня
- Орден «За заслуги» III ступеня
- Почесне звання «Заслужений працівник соціальної сфери України»[1]